# Plážový fotbal na Bolívarských plážových hrách 2012
Turnaj plážového fotbalu na Bolívarských plážových hrách 2012 byl 1. ročníkem plážového fotbalu na Bolívarských plážových hrách který se konal v Peru v hlavním městě Lima, v období od 5. do 9. listopadu 2012. Turnaje se účastnilo 8 týmů, které byly rozděleny do 2 skupin po 4 týmech. Vyřazovací fáze zahrnovala 4 zápasy. Titul získali reprezentanti Paraguaye, kteří ve finále porazili Venezuelu 6:5 po prodloužení.

## Stadion
Mistrovství se odehrálo na jednom stadionu v jednom hostitelském městě: Parque Temático de Deportes Miraflores (Lima).
| Lima                                   |
| -------------------------------------- |
| Parque Temático de Deportes Miraflores |
| Lima                                   |

## Skupinová fáze
| Vysvětlivky                     |
| ------------------------------- |
| Tým postupující do semifinále   |
| Vítěz zápasu je tučně zvýrazněn |

Čas každého zápasu je uveden v lokálním čase.

#### Skupina A
| Tým                    | Z | V | R | P | VG | IG | +/− | B |
| ---------------------- | - | - | - | - | -- | -- | --- | - |
| Paraguay               | 3 | 2 | 1 | 0 | 16 | 9  | +7  | 7 |
| Peru                   | 3 | 2 | 0 | 1 | 12 | 9  | +3  | 6 |
| Ekvádor                | 3 | 1 | 0 | 2 | 17 | 14 | +3  | 3 |
| Dominikánská republika | 3 | 0 | 0 | 3 | 6  | 19 | −13 | 0 |

| 5. listopadu 2012 17:00 |       |                        |                                              |
| Peru                    | 4 : 2 | Dominikánská republika | Parque Temático de Deportes Miraflores, Lima |
|                         |       |                        | Parque Temático de Deportes Miraflores, Lima |

| 5. listopadu 2012 20:00 |       |         |                                              |
| Paraguay                | 7 : 4 | Ekvádor | Parque Temático de Deportes Miraflores, Lima |
|                         |       |         | Parque Temático de Deportes Miraflores, Lima |

| 6. listopadu 2012 18:30 |       |         |                                              |
| Peru                    | 4 : 3 | Ekvádor | Parque Temático de Deportes Miraflores, Lima |
|                         |       |         | Parque Temático de Deportes Miraflores, Lima |

| 6. listopadu 2012 21:30 |       |          |                                              |
| Dominikánská republika  | 1 : 5 | Paraguay | Parque Temático de Deportes Miraflores, Lima |
|                         |       |          | Parque Temático de Deportes Miraflores, Lima |

| 7. listopadu 2012 18:30 |                  |          |                                              |
| Peru                    | 4 : 4 1 : 2 pen. | Paraguay | Parque Temático de Deportes Miraflores, Lima |
|                         |                  |          | Parque Temático de Deportes Miraflores, Lima |

| 7. listopadu 2012 21:30 |        |                        |                                              |
| Ekvádor                 | 10 : 3 | Dominikánská republika | Parque Temático de Deportes Miraflores, Lima |
|                         |        |                        | Parque Temático de Deportes Miraflores, Lima |

#### Skupina B
| Tým       | Z | V | R | P | VG | IG | +/− | B |
| --------- | - | - | - | - | -- | -- | --- | - |
| Venezuela | 3 | 2 | 0 | 1 | 13 | 11 | +2  | 6 |
| Salvador  | 3 | 2 | 0 | 1 | 14 | 10 | +4  | 6 |
| Kolumbie  | 3 | 1 | 1 | 1 | 8  | 10 | −2  | 4 |
| Guatemala | 3 | 0 | 0 | 3 | 5  | 9  | −4  | 0 |

| 5. listopadu 2012 18:30 |                  |          |                                              |
| Venezuela               | 4 : 4 1 : 2 pen. | Kolumbie | Parque Temático de Deportes Miraflores, Lima |
|                         |                  |          | Parque Temático de Deportes Miraflores, Lima |

| 5. listopadu 2012 21:30 |       |           |                                              |
| Salvador                | 4 : 2 | Guatemala | Parque Temático de Deportes Miraflores, Lima |
|                         |       |           | Parque Temático de Deportes Miraflores, Lima |

| 6. listopadu 2012 17:00 |       |          |                                              |
| Kolumbie                | 2 : 5 | Salvador | Parque Temático de Deportes Miraflores, Lima |
|                         |       |          | Parque Temático de Deportes Miraflores, Lima |

| 6. listopadu 2012 20:00 |       |           |                                              |
| Venezuela               | 3 : 2 | Guatemala | Parque Temático de Deportes Miraflores, Lima |
|                         |       |           | Parque Temático de Deportes Miraflores, Lima |

| 7. listopadu 2012 17:00 |       |           |                                              |
| Salvador                | 5 : 6 | Venezuela | Parque Temático de Deportes Miraflores, Lima |
|                         |       |           | Parque Temático de Deportes Miraflores, Lima |

| 7. listopadu 2012 20:00 |       |           |                                              |
| Kolumbie                | 2 : 1 | Guatemala | Parque Temático de Deportes Miraflores, Lima |
|                         |       |           | Parque Temático de Deportes Miraflores, Lima |

## Vyřazovací fáze
|  | Semifinále | Semifinále | Semifinále |  |  | Finále      | Finále           | Finále      |
|  |            |            |            |  |  |             |                  |             |
|  |            | Paraguay   | 7          |  |  |             |                  |             |
|  |            | Salvador   | 5          |  |  |             |                  |             |
|  |            |            |            |  |  |             | Paraguay (prod.) | 6           |
|  |            |            |            |  |  |             | Venezuela        | 5           |
|  |            | Peru       | 1          |  |  |             |                  |             |
|  |            | Venezuela  | 2          |  |  | Třetí místo | Třetí místo      | Třetí místo |
|  |            |            |            |  |  |             | Salvador         | 3           |
|  |            |            |            |  |  |             | Peru             | 5           |

#### Semifinále
| 9. listopadu 2012 18:00 |       |          |                                              |
| Paraguay                | 7 : 5 | Salvador | Parque Temático de Deportes Miraflores, Lima |
|                         |       |          | Parque Temático de Deportes Miraflores, Lima |

| 9. listopadu 2012 19:30 |       |           |                                              |
| Peru                    | 1 : 2 | Venezuela | Parque Temático de Deportes Miraflores, Lima |
|                         |       |           | Parque Temático de Deportes Miraflores, Lima |

#### O 3. místo
| 10. listopadu 2012 18:00 |       |      |                                              |
| Salvador                 | 3 : 5 | Peru | Parque Temático de Deportes Miraflores, Lima |
|                          |       |      | Parque Temático de Deportes Miraflores, Lima |

#### Finále
| 9. listopadu 2012 19:30 |               |           |                                              |
| Paraguay                | 6 : 5 (prod.) | Venezuela | Parque Temático de Deportes Miraflores, Lima |
|                         |               |           | Parque Temático de Deportes Miraflores, Lima |